# جمهرةاللغه
جَمْهَرةاللّغه از مشهورترین فرهنگ‌های لغت در زبان عربی است.

## نویسنده
نویسندهٔ این اثر ابن دُرَید است که در قرن سوم هجری می‌زیسته‌است.

## چاپ
جمهرةاللغه چندین بار در هند و لبنان چاپ شده است. برخی چاپ‌های آن در ۴ جلد است.